# Governador Lindenberg
Governador Lindenberg is een gemeente in de Braziliaanse deelstaat Espírito Santo. De gemeente telt 10.420 inwoners (schatting 2009).
De gemeente grenst aan São Domingos do Norte, Linhares, Rio Bananal, Colatina en Marilândia.